# Solanum mahoriense
Solanum mahoriense är en potatisväxtart som beskrevs av D'arcy och Rakot. Solanum mahoriense ingår i släktet skattor som ingår i familjen potatisväxter. Inga underarter finns listade i Catalogue of Life.